# بیستری ایستوک

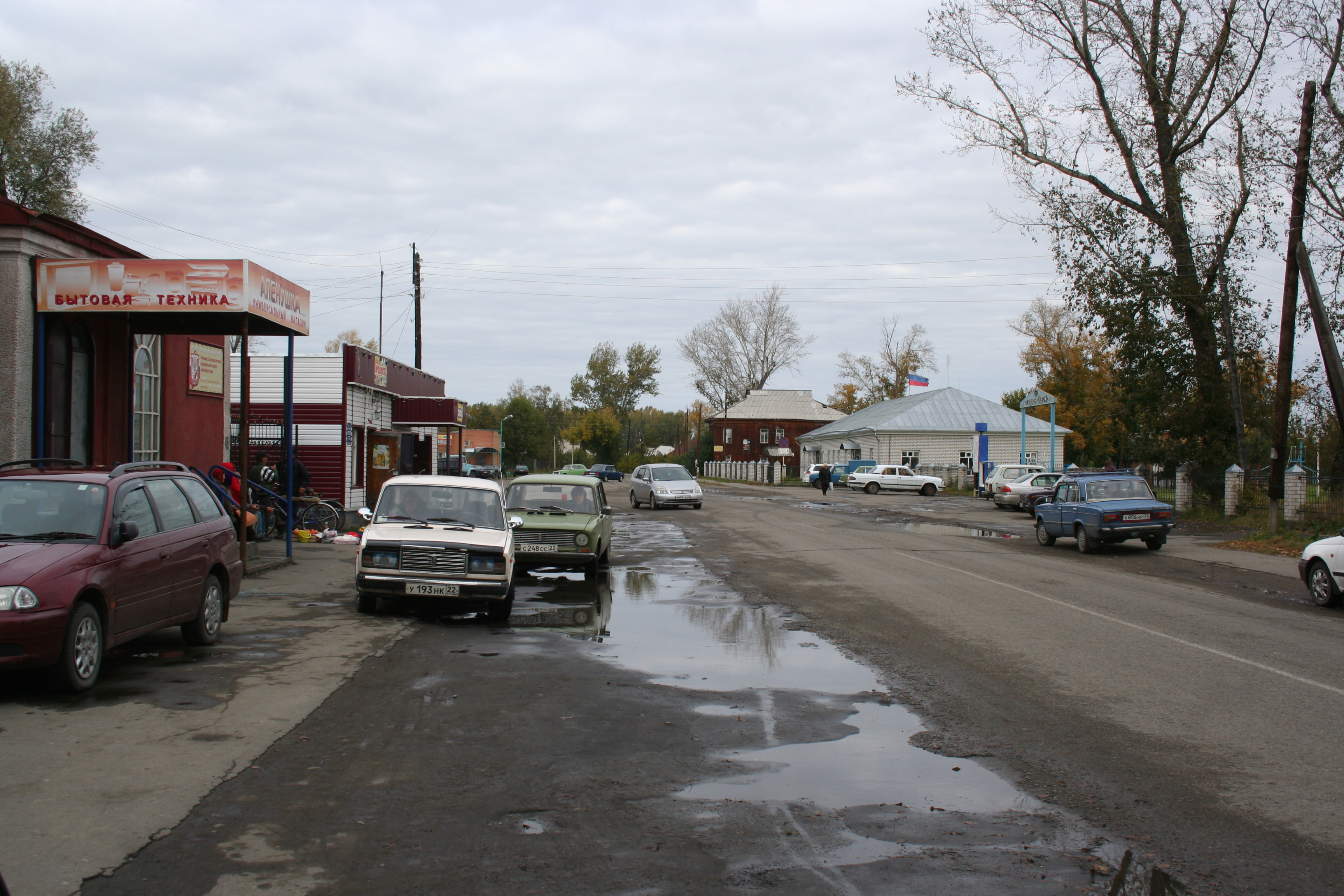
بیستری ایستوک

بیستری ایستوک (به لاتین: Bystry Istok) یک روستا در روسیه است. با 3852 نفر (تا 14 اکتبر 2010) است.

## جغرافیا
این شهر تقریباً در ۱۲۰ کیلومتری جنوب-جنوب شرقی مرکز اداری منطقه‌ای بارنائول و ۶۰ کیلومتری غرب-جنوب غربی بایسک در ساحل چپ رودخانه اُب واقع شده است.
بیستری ایستوک مرکز اداری ناحیه بیسترویستوکسکی و مرکز و تنها سکونتگاه شهرداری روستایی بیسترویستوکسکی است.